# Грохоте
Грохоте су насељено место и седиште општине Шолта, на острву Шолти, Сплитско-далматинска жупанија, Република Хрватска.

## Историја
До територијалне реорганизације у Хрватској налазиле су се у саставу старе општине Сплит.

## Становништво
На попису становништва 2011. године, Грохоте су имале 449 становника.
| Број становника по пописима | Број становника по пописима | Број становника по пописима | Број становника по пописима | Број становника по пописима | Број становника по пописима | Број становника по пописима | Број становника по пописима | Број становника по пописима | Број становника по пописима | Број становника по пописима | Број становника по пописима | Број становника по пописима | Број становника по пописима | Број становника по пописима | Број становника по пописима |
| --------------------------- | --------------------------- | --------------------------- | --------------------------- | --------------------------- | --------------------------- | --------------------------- | --------------------------- | --------------------------- | --------------------------- | --------------------------- | --------------------------- | --------------------------- | --------------------------- | --------------------------- | --------------------------- |
| 1857                        | 1869                        | 1880                        | 1890                        | 1900                        | 1910                        | 1921                        | 1931                        | 1948                        | 1953                        | 1961                        | 1971                        | 1981                        | 1991                        | 2001                        | 2011                        |
| 750                         | 870                         | 944                         | 1.160                       | 1.362                       | 1.245                       | 1.212                       | 1.269                       | 996                         | 992                         | 913                         | 712                         | 619                         | 631                         | 425                         | 449                         |

Напомена: У 2001. смањено издвајањем насеља Нечујам и Рогач. За насеље Нечујам садржи податке од 1857. до 1948, у 1981. и 1991, а за насеље Рогач у 1857, 1869, 1900, од 1921. до 1948, у 1981. и 1991.

### Попис1991.
На попису становништва 1991. године, насељено место Грохоте је имало 631 становника, следећег националног састава:
| Попис 1991.‍  | Попис 1991.‍  | Попис 1991.‍ | Попис 1991.‍ | Попис 1991.‍ |
| ------------ | ------------ | ----------- | ----------- | ----------- |
|              |              |             |             |             |
| Хрвати       | Хрвати       |             | 540         | 85,57%      |
| Албанци      | Албанци      |             | 8           | 1,26%       |
| Југословени  | Југословени  |             | 6           | 0,95%       |
| Словенци     | Словенци     |             | 4           | 0,63%       |
| Муслимани    | Муслимани    |             | 3           | 0,47%       |
| Срби         | Срби         |             | 3           | 0,47%       |
| Македонци    | Македонци    |             | 2           | 0,31%       |
| Италијани    | Италијани    |             | 1           | 0,15%       |
| Словаци      | Словаци      |             | 1           | 0,15%       |
| остали       | остали       |             | 3           | 0,47%       |
| неопредељени | неопредељени |             | 24          | 3,80%       |
| регион. опр. | регион. опр. |             | 5           | 0,79%       |
| непознато    | непознато    |             | 31          | 4,91%       |
| укупно: 631  |              |             |             |             |